# Je vais t'aimer
Pour l’article homonyme, voir Je vais t'aimer (comédie musicale).
Singles de Michel Sardou
Le France
(1975) La Vieille
(1976)
Pistes de La Vieille
Je vous ai bien eus Le Temps des colonies
Je vais t'aimer est une chanson de Michel Sardou sortie en single en 1976 et parue sur l'album La Vieille la même année. Écrite par Gilles Thibaut, composée par Jacques Revaux et Michel Sardou, elle compte parmi les chansons les plus célèbres de l'artiste, qui l'inscrit régulièrement à son tour de chant. La chanson n'est pas sans points communs avec celle que le même Gilles Thibaut avait écrite, avec le même succès, pour Johnny Hallyday : Que je t'aime.

## Thématique
La chanson se veut une déclaration - sensuelle au verbe parfois cru -  à une femme au cours d'une nuit d'amour.
(« à faire pâlir tous les Marquis de Sade, à faire rougir les putains de la rade [...], à faire dresser tes seins et tous les Saints, je vais t'aimer [...] comme personne n'a osé t'aimer, je vais t'aimer, je vais t'aimer d'amour » sur fond de musique transcendante).

Sardou déclare, en 2012, préférer cette chanson à un autre de ses plus grands tubes, La Maladie d'amour.
Pour la musique, les compositeurs se sont inspirés du Concerto d'Aranjuez de Joaquín Rodrigo dans la longue introduction ainsi que le pont de la chanson. 

### Critiques
Je vais t'aimer n'est pas du goût des auteurs du réquisitoire Faut-il brûler Sardou ? (1978), Louis-Jean Calvet et Jean-Claude Klein, qui reprochent à Sardou de faire l'apologie d'une phallocratie décomplexée : 

« Ne manque à ce tableau que le sexisme, ou la phallocratie, comme on voudra. Point n'est besoin de chercher très loin. Car la femme est ici conforme aux images d'Épinal d'une société méditerranéenne. [...] Épouse, mère ou putain, la femme de l'univers Sardou n'a pas sa place en ces lieux de réjouissance publique, à elle le lit, les couches ou le bordel. Épouse, donc, elle a pour rôle principal de fournir des têtes blondes à la France. »

## Réception
La chanson remporte un grand succès commercial avec plus de 600 000 exemplaires vendus, et demeure cinq semaines n°1 au hit-parade français au printemps 1976.

## Postérité
La chanson est une de celles les plus chantées sur scène par Michel Sardou. Elle est présente sur ses trois enregistrements publics de 1976 à 1981. Elle disparaît ensuite des tours de chant suivants et réapparaît en 1991 et est présente sur tous les albums live  jusque sa dernière tournée, "Je me souviens d'un adieu" (2023 - 2024). Il existe 14 enregistrements publics de Je vais t'aimer. 
La chanson donne son titre à la comédie musicale inspirée du répertoire de Michel Sardou Je vais t’aimer, créée en 2021. 